# Канлъдиване
Канлъдиване (на турски: Kanlıdivane) е съвременното име на древния град Канителис (на латински: Canytelis; на гръцки: Κανυτελής), разположен около голяма естествено образувала се пропаст, характерна за тази част от релефа на провинция Мерсин, Турция. Пропастта се е получила в геологическото минало, вероятно в резултат от пропадане на тавана на естествена пещера, ерозирала от подземни води или срутена от земетресение. Около ръбовете на пропастта се намират останките на град Канителис – няколко църкви, водохранилище и канализационна система, жилищни постройки, павирани улици, некрополи и паметници, датирани към Елинистичния, Римския и Византийския периоди от историята на южна Турция, но без видими следи от езически храмове или амфитеатър на мястото.
Днес този архитектурен обект се използва понякога за сцена на артистични спектакли и музикални концерти.

## География
Канлъдиване се намира в селскостопански район на община Ердемли с координати 36°31′32″N 34°10′45″E, на 18 km от град Ердемли и на 55 km от град Мерсин. Местността е разположена на приблизително 230 m от надморското равнище, близо до градчето Кумкую на средиземноморския бряг и само на няколкостотин метра от друга местна забележителност – скалните гробници Чанакчъ.
В района има още няколко такива пропасти, които представляват туристически забележителности: Акхаят и Дженнет и Джехенем („Адът и Раят“).

## Забележителности
Сред забележителностите на мястото са пропастта и изсечените в стените ѝ барелефи, кулата, четирите църкви и мавзолея.

### Пропастта
Пропастта е широка и дълбока около 60 – 70 метра, а в най-дългата си част достига 130 метра. Стените ѝ са много стръмни, на места отвесни. Дъното на пропастта обаче е било достъпно благодарение на изсечена в скалата пътека от южната страна в подножието на кулата, и по стълба, която свързвала една от пещерите в основата на пропастта, с църквата на Папилус на северозападния ѝ ръб.
Първите човешки поселения започват няколкостотин години пр.н.е. на дъното на пропастта, на постепенно през следващите столетия се изместват нагоре, на нивото на тавана на пропадналата пещера, и се разширяват във всички посоки.
Жилищни постройки има от южната и от източната страна на пропастта. Останките от около 80 къщи са датирани основно към периода на късната Византийска империя.

#### Семейният барелеф
В правоъгълна ниша в стената на пропастта, близо до дъното, точно под кулата на Зевс Олбиос, е издълбан скален барелеф от ранния Римски период, който изобразява сцена от погребално пиршество, включващо шестима души: баща, майка, син и три дъщери. От ерозиралия надпис от пет реда, разположен в десния ъгъл над барелефа, се разбира, че изобразеното семейство се нарича Армаронксас и е живяло в Канителис.

#### Барелефът с войника
Изсечен в западната стена на дъното на пропастта, се намира барелеф с изобразен римски войник. От почти изличения надпис се разбира, че името на воина е Трогомес.

### Кулата на Зевс Олбиос
Но южния ръб на пропастта се намира срутената наполовина кула на Зевс Олбиос, висока 17 метра, дълга 15 метра и широка 9,2 метра. Кулата е била построена изцяло от камъни без хоросан и се състои от един приземен етаж без прозорци и два етажа над земята, всеки с по три помещения. Основната врата е на източната стена и по размери е малка (висока 90 cm), но забележителна с масивната си арка от седем големи каменни блока. На югозападния ъгъл на кулата се виждат два надписа – седмия и на деветия ъглови каменни блока, броени от земята. Според надписите, кулата е посветена на бог Зевс Олбиос приблизително около 200 г. пр.н.е. от краля-свещенослужител на Олба Теукрос, син на Таркиарес. Може да се види и трискелион – кралската емблема, издялана на десетия блок от долу нагоре. Символът се среща върху монетите, сечени в кралство Олба. Кулата, първоначално седалище на свещенослужители, по-късно била използвана и по време на римския и ранновизантийския период.

### Византийските църкви
От петте църкви в Канителис, построени около 5 – 6 в.н.е. до наши дни са оцелели само четири. Три от тях – две от източната страна и една от североизточната, се намират на известно разстояние от ръба на пропастта, докато четвъртата се намира досами северозападния ѝ ръб. Всичките църкви са ориентирани в посока запад–изток и са построени в сходен архитектурен стил, с план на базилика с нартекс, голям главен кораб, завършващ с апсида и две странични по-тесни крила.

#### Църквата на Папилус
От запазените останки от църквата, разположена на северозападния ръб на пропастта, може да се заключи, че е имала по-подробен план от останалите. На няколко места са се запазили каменни блокове с изящни фризове и декорации. Над главния вход са открити два надписа, от които първият гласи „Това е вратата, водеща към Бог. Онези, които пристъпят, са спасени. Мой Боже, помогни ми!“ От втория надпис става ясно, че църквата е изградена като обет, даден от религиозен мъж на име Папилус. Апсидата, осветявана от сдвоен прозорец, някога е била декорирана със стенопис, изобразяващ четиримата Евангелисти.

### Некрополите
Некрополи има на три места: 1) От двете страни на пътя, който се отбива от основния път покрай крайбрежието към Канлъдиване; 2) В северния край на древния град има гробище със саркофази; 3) Римски некропол от 1 в.н.е., който отстои на около 300 метра на запад от града в плитко ждрело, където в скалите са изсечени каменни гробници на семейства от града, с барелефи на хора и надписи. Това място е известно като Скалните гробници Чанакчъ.

#### Мавзолеят на Аба
Мавзолеят на Аба, вероятно благородничка, се намира на възвишение в гробището в северния край на Канителис. Представлява постройка, по около 5 метра висока, широка и дълга. На предната фасада има надпис, според който в мавзолея са погребани съпругът и двамата сина на Аба, вероятно жертви на чумна епидемия. Постройката датира от втората половина на 2 в.н.е.